# Ménigoute
Ménigoute est une commune du centre-ouest de la France située dans le département des Deux-Sèvres en région Nouvelle-Aquitaine.
La commune est connue des amateurs de films animaliers par son Festival international du film ornithologique et par l'Institut francophone de formation au cinéma animalier de Ménigoute (IFFCAM) créé en 2003, installé sur une propriété de 70 hectares acquise par le conseil général, et actif depuis 2004, dans le cadre d'une convention avec l'université de Poitiers. Cet institut est entièrement consacré aux formations pour le cinéma animalier.

## Géographie
La commune est traversée par la Vonne.

### Climat
Le climat qui caractérise la commune est qualifié, en 2010, de « climat océanique altéré », selon la typologie des climats de la France qui compte alors huit grands types de climats en métropole. En 2020, la commune ressort du même type de climat dans la classification établie par Météo-France, qui ne compte désormais, en première approche, que cinq grands types de climats en métropole. Il s’agit d’une zone de transition entre le climat océanique, le climat de montagne et le climat semi-continental. Les écarts de température entre hiver et été augmentent avec l'éloignement de la mer. La pluviométrie est plus faible qu'en bord de mer, sauf aux abords des reliefs.
Les paramètres climatiques qui ont permis d’établir la typologie de 2010 comportent six variables pour les températures et huit pour les précipitations, dont les valeurs correspondent à la normale 1971-2000. Les sept principales variables caractérisant la commune sont présentées dans l'encadré ci-après.
| Paramètres climatiques communaux sur la période 1971-2000 - Moyenne annuelle de température : 11,5 °C - Nombre de jours avec une température inférieure à −5 °C : 2,3 j - Nombre de jours avec une température supérieure à 30 °C : 5 j - Amplitude thermique annuelle : 15 °C - Cumuls annuels de précipitation : 839 mm - Nombre de jours de précipitation en janvier : 12,6 j - Nombre de jours de précipitation en juillet : 7,1 j |

Avec le changement climatique, ces variables ont évolué. Une étude réalisée en 2014 par la Direction générale de l'Énergie et du Climat complétée par des études régionales prévoit en effet que la  température moyenne devrait croître et la pluviométrie moyenne baisser, avec toutefois de fortes variations régionales. La station météorologique de Météo-France installée sur la commune et mise en service en 1950 permet de connaître en continu l'évolution des indicateurs météorologiques. Le tableau détaillé pour la période 1981-2010 est présenté ci-après.
| Mois                                  | jan.             | fév.             | mars          | avril         | mai           | juin          | jui.          | août           | sep.          | oct.            | nov.            | déc.             | année      |
| ------------------------------------- | ---------------- | ---------------- | ------------- | ------------- | ------------- | ------------- | ------------- | -------------- | ------------- | --------------- | --------------- | ---------------- | ---------- |
| Température minimale moyenne (°C)     | 1,7              | 1,5              | 3,4           | 5,2           | 8,9           | 11,9          | 13,8          | 13,6           | 10,8          | 8,4             | 4,3             | 2,2              | 7,2        |
| Température moyenne (°C)              | 4,7              | 5,5              | 8,3           | 10,6          | 14,6          | 18            | 20,3          | 20,1           | 16,8          | 13              | 7,9             | 5,2              | 12,1       |
| Température maximale moyenne (°C)     | 7,7              | 9,4              | 13,2          | 16            | 20,2          | 24,1          | 26,7          | 26,6           | 22,9          | 17,5            | 11,5            | 8,1              | 17         |
| Record de froid (°C) date du record   | −15,8 16.01.1985 | −12,1 10.02.1986 | −11 01.03.05  | −5,1 08.04.21 | −1,8 03.05.21 | 3,3 07.06.20  | 6 08.07.1969  | 4,1 30.08.1986 | 1,3 30.09.21  | −3,6 30.10.1997 | −8,5 22.11.1993 | −14,5 31.12.1985 | −15,8 1985 |
| Record de chaleur (°C) date du record | 16,5 21.01.1969  | 23,2 27.02.19    | 26,4 19.03.05 | 30 30.04.05   | 34,4 29.05.01 | 38,7 27.06.19 | 40,3 25.07.19 | 42,1 05.08.03  | 35,3 03.09.05 | 31,1 02.10.11   | 23,5 08.11.15   | 18 07.12.00      | 42,1 2003  |
| Précipitations (mm)                   | 113,7            | 77,5             | 74,1          | 78,8          | 72,4          | 53,4          | 56,1          | 46,9           | 64,8          | 106,5           | 103,4           | 111,7            | 959,3      |

## Urbanisme

### Typologie
Au 1er janvier 2024, Ménigoute est catégorisée commune rurale à habitat dispersé, selon la nouvelle grille communale de densité à sept niveaux définie par l'Insee en 2022.
Elle est située hors unité urbaine et hors attraction des villes,.

### Occupation des sols
L'occupation des sols de la commune, telle qu'elle ressort de la base de données européenne d’occupation biophysique des sols Corine Land Cover (CLC), est marquée par l'importance des territoires agricoles (91,6 % en 2018), une proportion sensiblement équivalente à celle de 1990 (92,3 %). La répartition détaillée en 2018 est la suivante : 
terres arables (41,4 %), prairies (38,5 %), zones agricoles hétérogènes (11,7 %), forêts (4,9 %), zones urbanisées (3,5 %). L'évolution de l’occupation des sols de la commune et de ses infrastructures peut être observée sur les différentes représentations cartographiques du territoire : la carte de Cassini (XVIIIe siècle), la carte d'état-major (1820-1866) et les cartes ou photos aériennes de l'IGN pour la période actuelle (1950 à aujourd'hui).

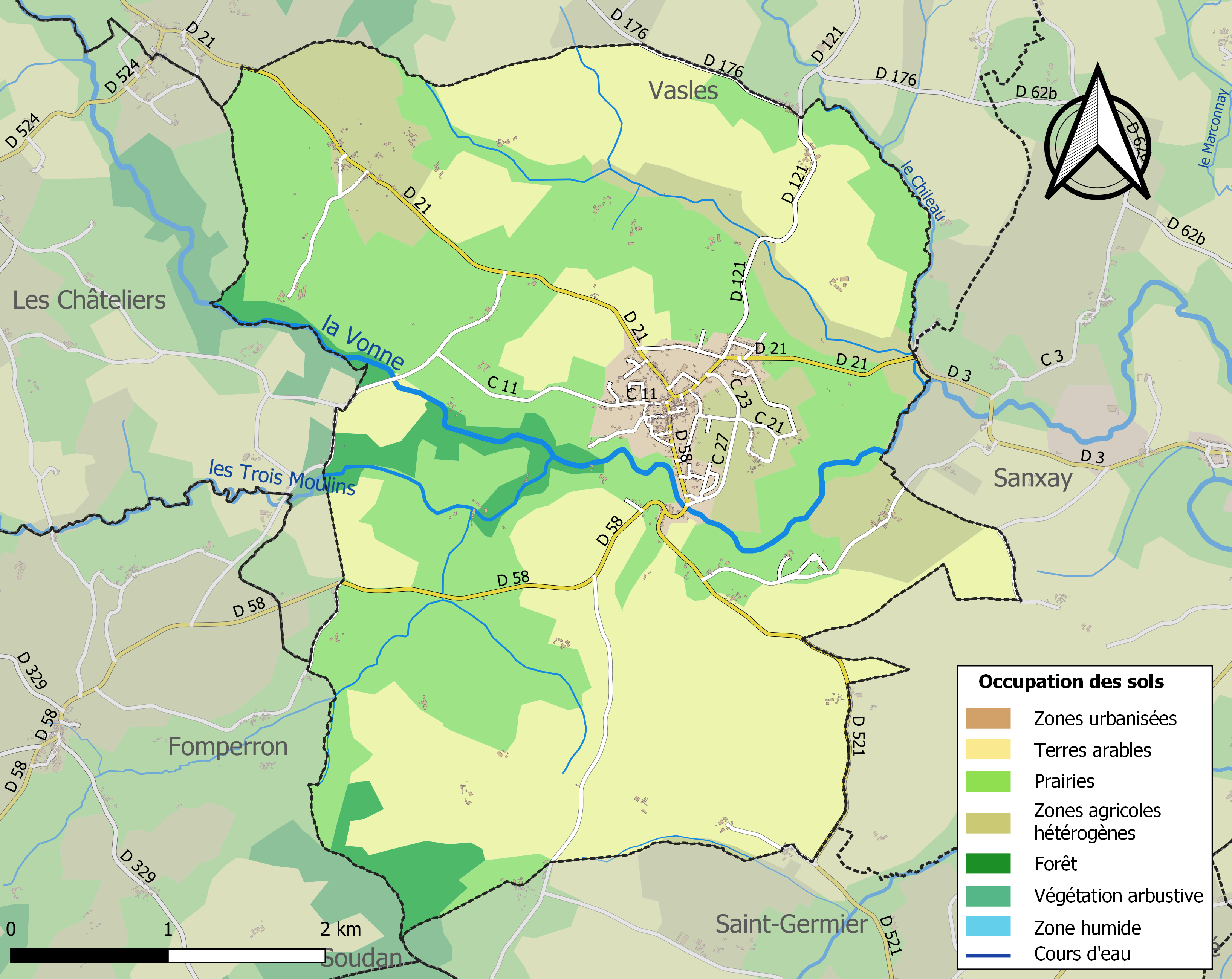
Carte des infrastructures et de l'occupation des sols de la commune en 2018 (CLC).

### Risques majeurs
Le territoire de la commune de Ménigoute est vulnérable à différents aléas naturels : météorologiques (tempête, orage, neige, grand froid, canicule ou sécheresse), inondations, mouvements de terrains et séisme (sismicité modérée). Il est également exposé à un risque particulier : le risque de radon. Un site publié par le BRGM permet d'évaluer simplement et rapidement les risques d'un bien localisé soit par son adresse soit par le numéro de sa parcelle.

#### Risques naturels
Certaines parties du territoire communal sont susceptibles d’être affectées par le risque d’inondation par débordement de cours d'eau, notamment la Vonne et les Trois Moulins. La commune a été reconnue en état de catastrophe naturelle au titre des dommages causés par les inondations et coulées de boue survenues en 1982, 1983, 1999 et 2010,.

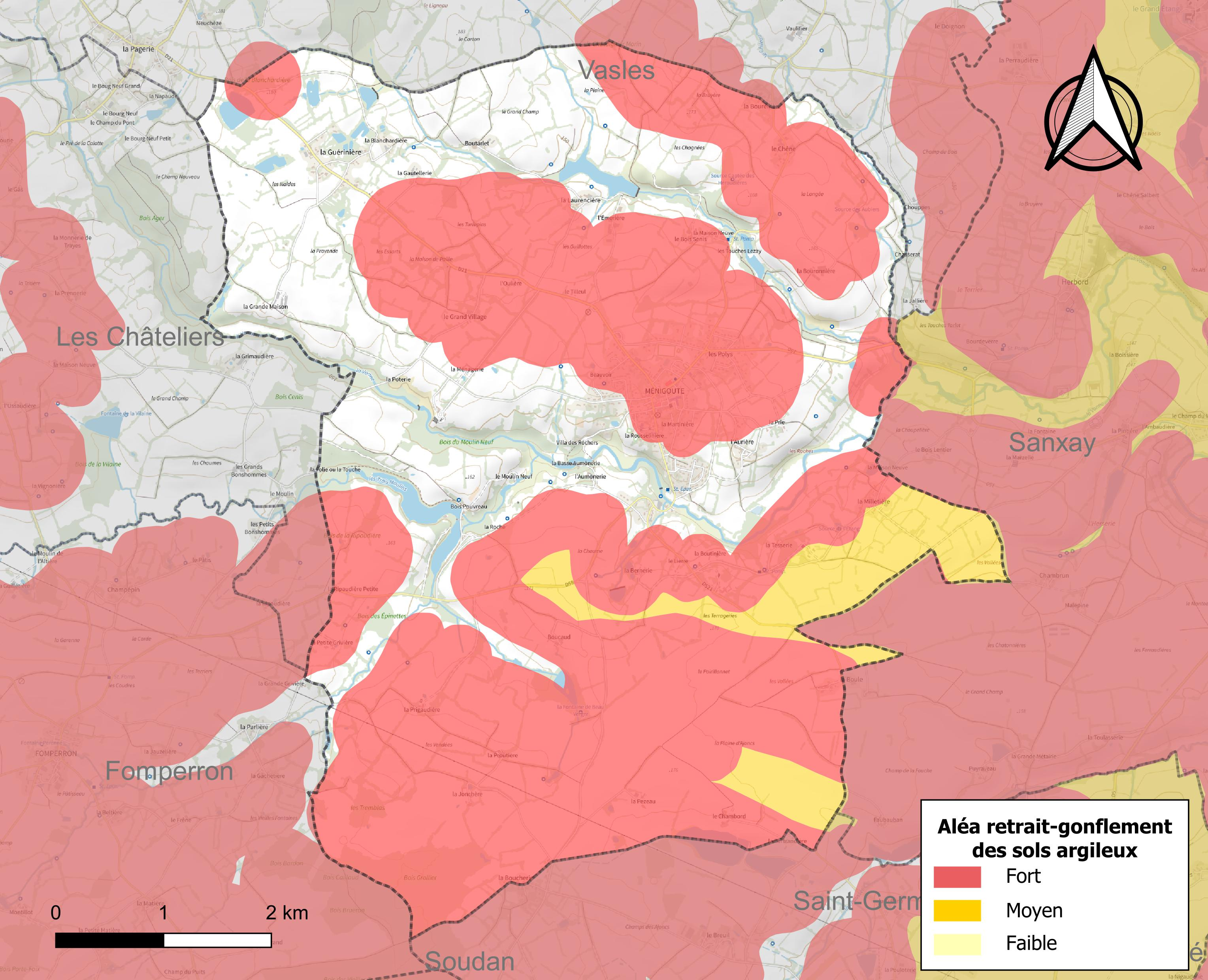
Carte des zones d'aléa retrait-gonflement des sols argileux de Ménigoute.

Les mouvements de terrains susceptibles de se produire sur la commune sont des tassements différentiels. Le retrait-gonflement des sols argileux est susceptible d'engendrer des dommages importants aux bâtiments en cas d’alternance de périodes de sécheresse et de pluie. 64,8 % de la superficie communale est en aléa moyen ou fort (54,9 % au niveau départemental et 48,5 % au niveau national). Depuis le 1er octobre 2020, en application de la loi ELAN, différentes contraintes s'imposent aux vendeurs, maîtres d'ouvrages ou constructeurs de biens situés dans une zone classée en aléa moyen ou fort,.
La commune a été reconnue en état de catastrophe naturelle au titre des dommages causés par la sécheresse en 1989, 1991, 1993, 1996, 2003, 2005 et 2017 et par des mouvements de terrain en 1999 et 2010.

#### Risque particulier
Dans plusieurs parties du territoire national, le radon, accumulé dans certains logements ou autres locaux, peut constituer une source significative d’exposition de la population aux rayonnements ionisants. Selon la classification de 2018, la commune de Ménigoute est classée en zone 3, à savoir zone à potentiel radon significatif.

## Histoire
L'histoire de Ménigoute est étroitement liée à celle de l'ancienne abbaye des Châtelliers, fondée en 1119 et fermée en 1791.

### Toponymie
La localité apparaît pour la première fois dans les textes en 1300 (Manygoste). Ce nom est composé de mesnil, ferme en langue d'oïl, et d’un nom de lieu (mesnil goth = maison des goths).

## Politique et administration
| Période    | Période   | Identité        | Étiquette | Qualité                                                                       |
| ---------- | --------- | --------------- | --------- | ----------------------------------------------------------------------------- |
| 1880       | ?         | Désiré Brault   |           |                                                                               |
| avant 1981 | ?         | Albert Poupet   |           |                                                                               |
| mars 2001  | mars 2008 | André Dulait    | UMP       | Sénateur des Deux-Sèvres, ancien président du conseil général des Deux-Sèvres |
| mars 2008  | En cours  | Didier Gaillard | DVD       | Agriculteur                                                                   |

## Démographie
À partir du XXIe siècle, les recensements réels des communes de moins de 10 000 habitants ont lieu tous les cinq ans. Pour Ménigoute, cela correspond à 2008, 2013, 2018, etc. Les autres dates de « recensements » (2006, 2009, etc.) sont des estimations légales.
| 1793 | 1800 | 1806 | 1821 | 1831 | 1836 | 1841 | 1846 | 1851  |
| ---- | ---- | ---- | ---- | ---- | ---- | ---- | ---- | ----- |
| 805  | 880  | 770  | 907  | 911  | 948  | 973  | 971  | 1 002 |

| 1856  | 1861  | 1866  | 1872  | 1876 | 1881  | 1886  | 1891  | 1896  |
| ----- | ----- | ----- | ----- | ---- | ----- | ----- | ----- | ----- |
| 1 013 | 1 009 | 1 066 | 1 006 | 976  | 1 007 | 1 058 | 1 086 | 1 061 |

| 1901  | 1906  | 1911 | 1921 | 1926 | 1931 | 1936 | 1946 | 1954 |
| ----- | ----- | ---- | ---- | ---- | ---- | ---- | ---- | ---- |
| 1 030 | 1 009 | 986  | 921  | 911  | 910  | 954  | 937  | 923  |

| 1962 | 1968 | 1975 | 1982 | 1990 | 1999 | 2006 | 2008 | 2013 |
| ---- | ---- | ---- | ---- | ---- | ---- | ---- | ---- | ---- |
| 941  | 937  | 913  | 933  | 895  | 864  | 874  | 876  | 870  |

| 2018 | 2022 | - | - | - | - | - | - | - |
| ---- | ---- | - | - | - | - | - | - | - |
| 858  | 856  | - | - | - | - | - | - | - |

## Événements
- Chaque année, la ville accueille le Festival international du film ornithologique de Ménigoute, l'un des plus grands évènements naturalistes qui a généralement lieu en octobre-novembre. La première édition a eu lieu en 1984.
- Le premier dimanche du mois d'août la fête des battages est organisée, qui renoue avec la vieille tradition paysanne : défilés costumé, danses folkloriques, présentations d'anciennes machines servant à la transformation du blé au début de la mécanisation : faucheuses, batteuses, avec reconstitution des travaux de battages, présentations d'animaux de trait, etc.

## Culture locale et patrimoine

### Lieux et monuments

#### Patrimoine religieux
- La chapelle Jean Boucard, ancienne chapelle des Hospices, également appelée chapelle de l’Aumônerie, de style gothique, est classée monument historique[28].

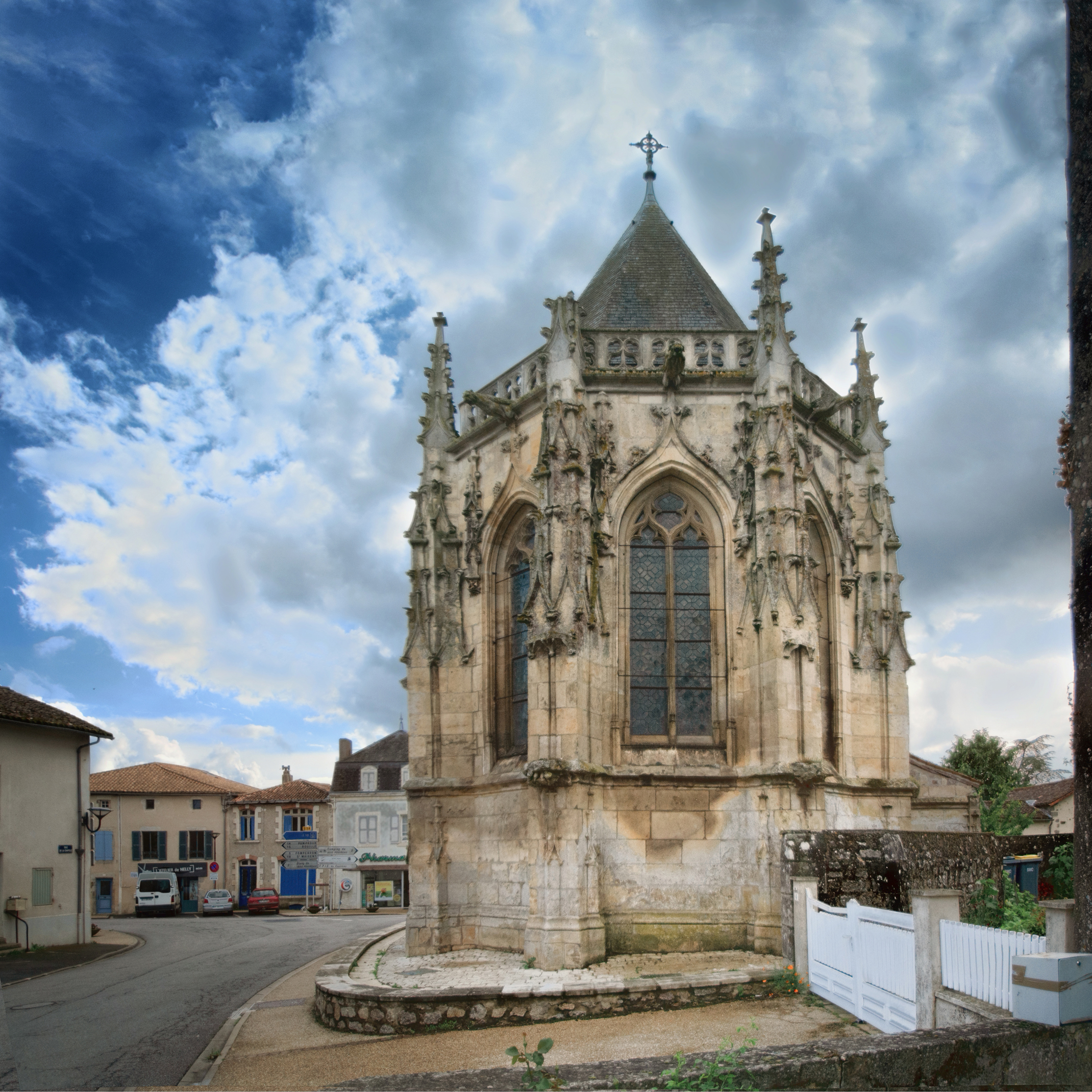
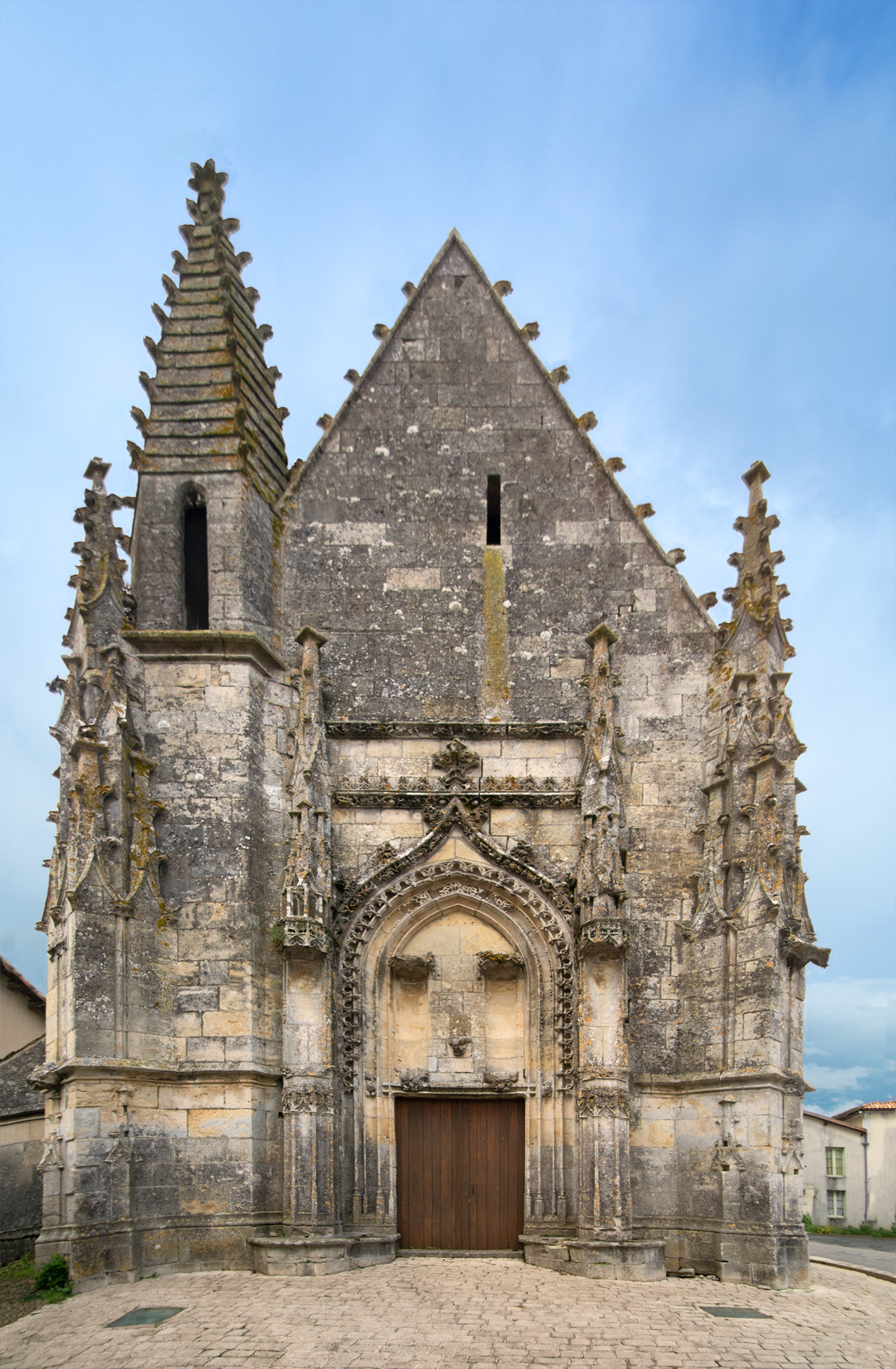
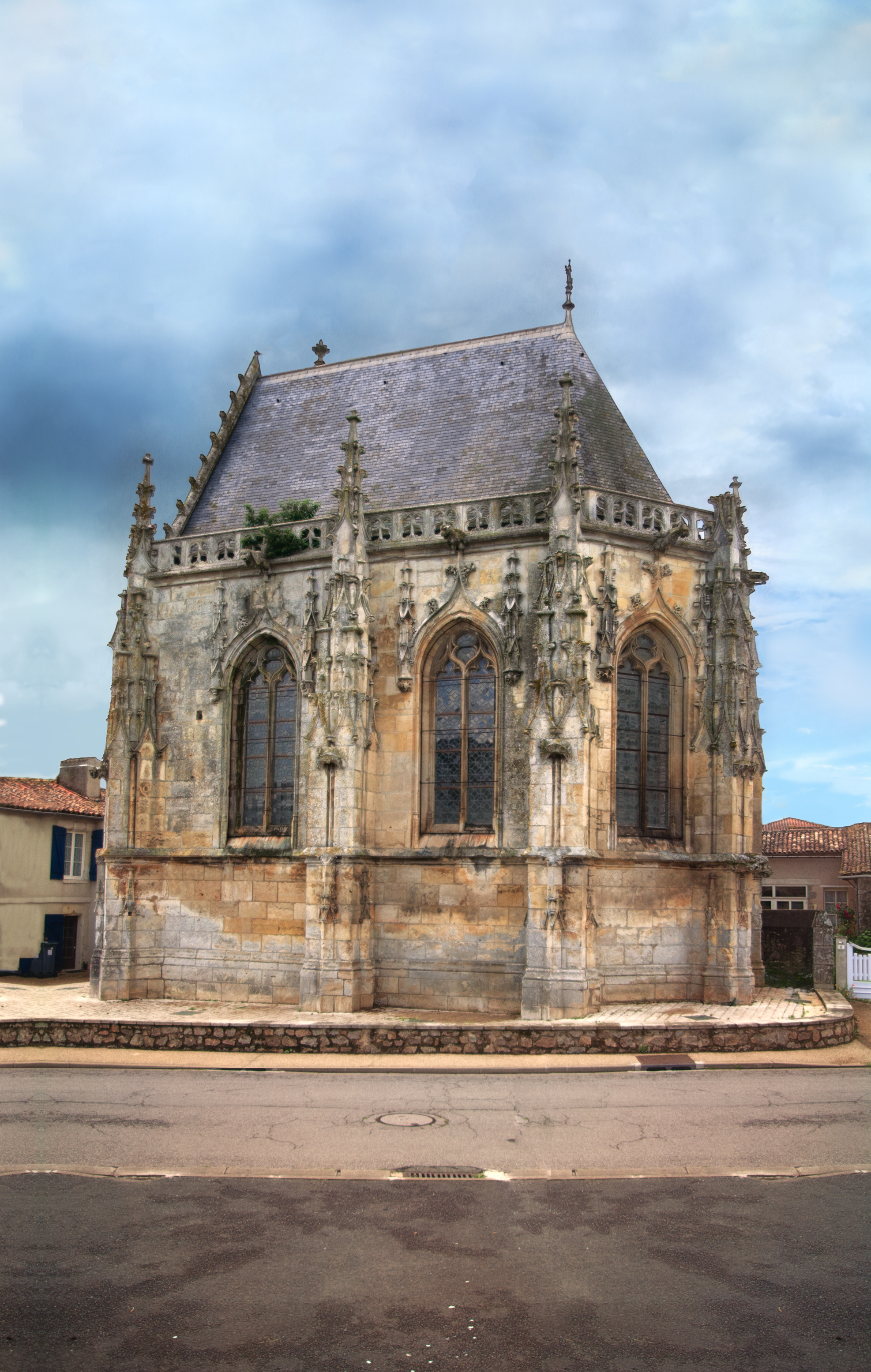
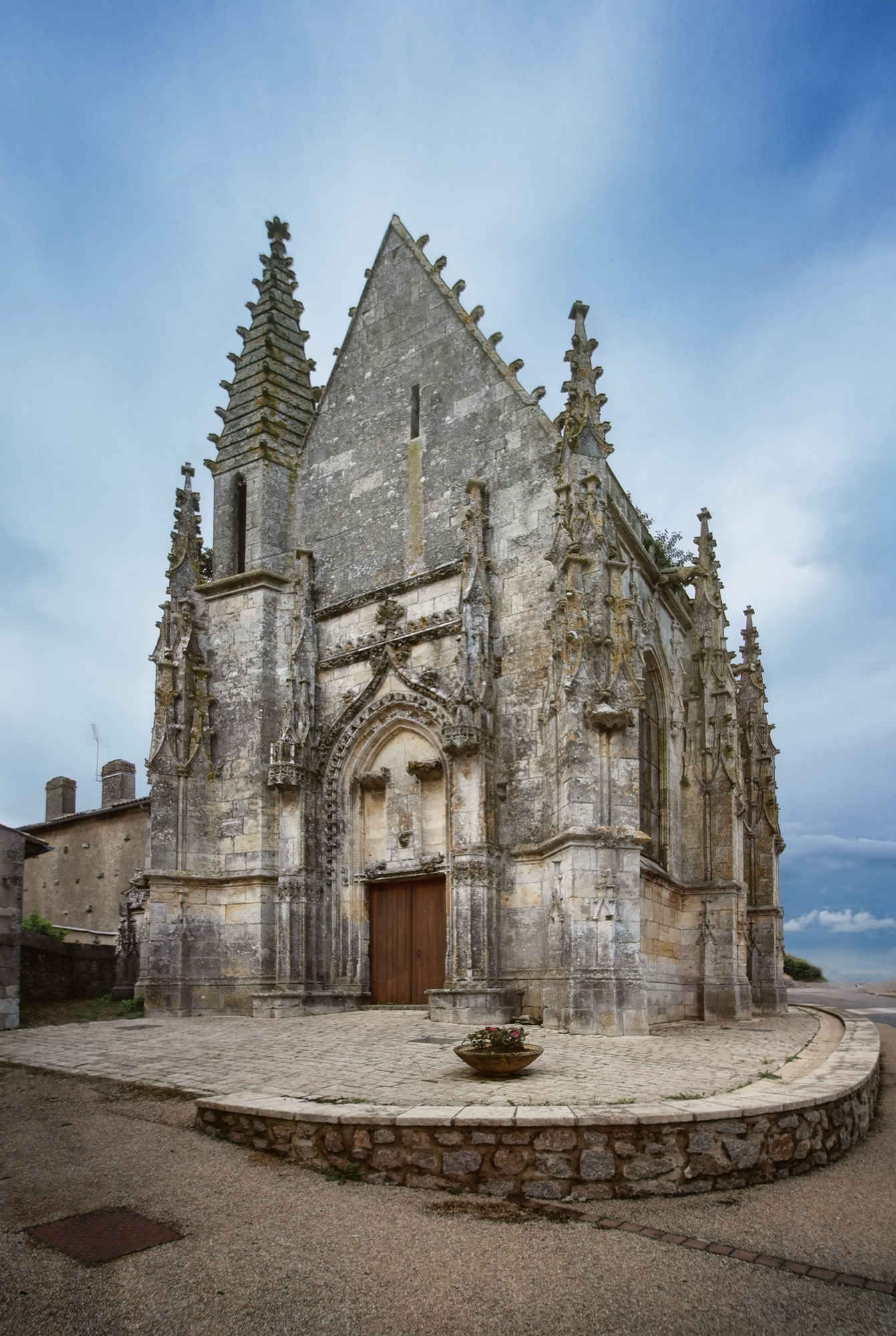

- La Collégiale Saint-Jean-BaptisteÉglise St-Jean-Baptiste, fondée en 1322.

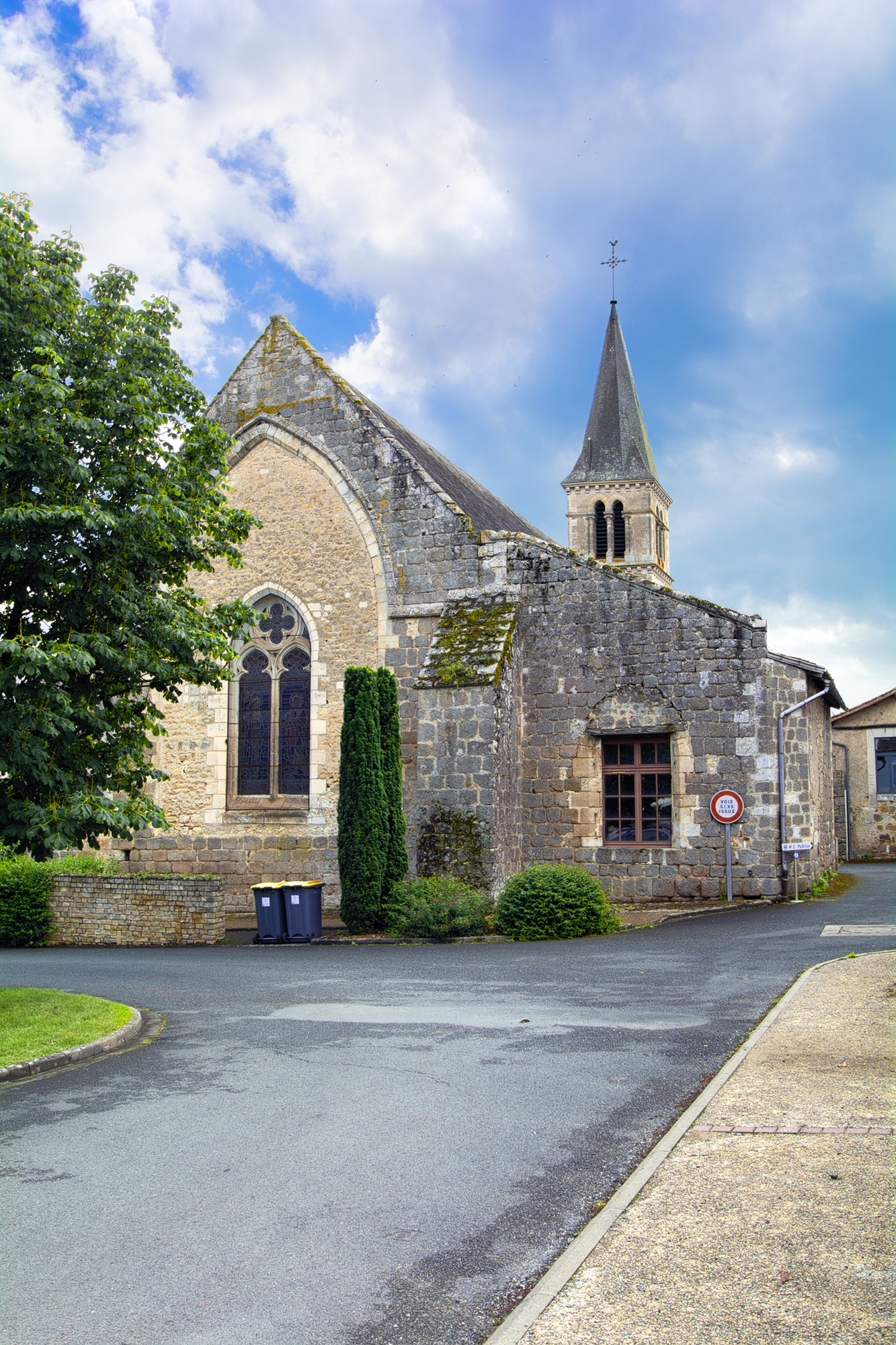
Église St-Jean-Baptiste

- L'église paroissiale Notre-Dame, du XIe siècle.
- La lanterne des morts du XIIe siècle, restaurée à la fin du XIVe siècle.
- La croix hosannière de Ménigoute a été classée monument historique le 22 mars 1889[29].
- Abbaye des Châtelliers.

### Patrimoine
- Château de la Barre Sauvagère: fixée par un aveu de 1369, bien qu'elle fût en réalité plus ancienne, la seigneurie de la Barre était vassale de Bois-Pouvreau dont elle relevait pour le droit de haute justice. Le château aujourd'hui date du début du XVIIIe siècle. En effet, une demeure, qui fut remaniée au XVIe siècle, s'élevait sur cet emplacement dès le XIIe siècle. A la fin du XVIIe siècle, le marquis de la Barre fit démolir ses hôtels et utilisa les matériaux pour reconstruire et aménager le château de La Barre dans le goût de l'époque. En 1719, le château se composait d'un logis et de deux autres ailes, dans lesquelles se trouvaient une chapelle, une orangerie, une remise et deux grandes écuries. Actuellement le château présente un grand corps de logis rectangulaire, dont trois des angles sont cantonnés de pavillons carrés. L'édifice est pourvu de nombreuses et larges baies. La porte principale, d'une grande élégance, élevée dans le style du XVIIIe siècle, est surmontée d'armoiries.
- L'hôtel de la Trésorerie pourrait avoir été édifié aux XIVe et XVIe siècles.
- Château de Montifaut.

### Personnalités liées à la commune
- La reine Marie d'Anjou, veuve de Charles VII de France, décéda en 1463 non loin de Ménigoute, dans l'abbaye Notre-Dame des Châtelliers.
- Jean Boucard.
- André-Pierre-Henri Broussard (1846-1881), sculpteur.

### Héraldique
| Blason | Blasonnement : Coupé : au 1) palé de sinople et d’argent, les pals de sinople chargés d’une main dextre appaumée de carnation, au 2) de sinople à la couronne comtale d’or ; à la fasce de gueules brochant sur la partition. |